# Уэст, Натанаэл
Ната́наэл Уэ́ст (англ. Nathanael West; 17 октября 1903[…], Нью-Йорк, Нью-Йорк — 22 декабря 1940[…], Эль-Сентро, Калифорния) — американский писатель, сценарист и драматург, журналист.

## Биография
Родился в семье еврейских эмигрантов из Ковно — Макса (Мордуха) Вайнштейна (1873—1932) и Анны Лазаревны Валленштейн (1878—1935), прибывших в США в 1902 году. Учился урывками, но много читал, увлекался французскими сюрреалистами. В 1920-х финансовое положение родителей Уэста ухудшилось, он перебивался мелкими заработками, наступила Великая депрессия. Занимался журналистикой, писал для кино, сотрудничая с «Коламбия Пикчерз» и Голливудом.
22 декабря 1940 года Уэст и его супруга Айлин Маккенни разбились в автомобильной катастрофе в Эль-Сентро, Калифорния, возвращаясь в Лос-Анджелес из Мехико.

## Признание
Не оценённый при жизни — ни в литературе, ни в мире кино, Уэст стал широко известен после публикации полного собрания его прозы в 1957 году. Харольд Блум отнёс повесть «Подруга скорбящих» к высочайшим достижениям американского искусства в XX в.

### Романы
- «Видения Бальсо Снелла» (англ. The Dream Life of Balso Snell; 1931)
- «Подруга скорбящих» (англ. Miss Lonelyhearts; 1933)
- «Целый миллион, или Расчленения Лемюэла Питкина» (англ. A Cool Million: The Dismantling of Lemuel Pitkin; 1934)
- «День саранчи» (англ. The Day of the Locust; 1939)

### Пьесы
- «Даже Стивен» (англ. Even Stephen; 1934, совместно с Си Джеем Перелманом)
- «Хорошая охота» (англ. Good Hunting; 1938, совместно с Джозефом Шрэнком)